# Предраг Јочић
Предраг Јочић је српски директор фотографије. Рођен у Београду 1976 године. Дипломирао на Академији уметности одсек филмска и ТВ камера. Један је од оснивача и власника продуцентске куће Contrast Studios из Београда. Ожењен је Јеленом Бајић Јочић, с којом има сина Филипа и кћер Софију. Живе и раде у Београду.  

##### Серије и филмови на којима је радио као директор фотографије
| Ред. бр. | Име филма/серије                                   |
| -------- | -------------------------------------------------- |
| 1.       | Како смо чешљали бабу (Документарни) - 2008        |
| 2.       | Село гори, ... и тако (Играни филм) - 2009         |
| 3.       | Село гори, а баба се чешља (ТВ серија) - 2006-2016 |
| 4.       | Нова година у Петловцу - 2011                      |
| 5.       | Равна Гора (ТВ серија) - 2012-2013                 |
| 6.       | Лед (Играни филм) - 2012                           |
| 7.       | За краља и отаџбину (Играни филм) - 2015           |
| 8.       | Змај Огњени Вук - 2016                             |
| 9.       | Браћа по бабине линије - 2016                      |

##### Серије и филмови на којима је радио као камерман и оператер
| Ред. бр. | Име филма/серије                       |
| -------- | -------------------------------------- |
| 1.       | Породично благо - 1998-1999 (камерман) |
| 2.       | Муње! - 2001 (оператер)                |
| 3.       | Лисице - 2002 (оператер)               |
| 4.       | Новогодишње венчање - 2002 (камерман)  |
| 5.       | Неки нови клинци - 2003 (камерман)     |
| 6.       | Јелена (ТВ серија) - 2004 (камерман)   |
| 7.       | Fade to Black - 2006 (асистент камере) |

##### Серије и филмови на којима је радио као глумац
| Ред. бр. | Име филма/серије                                   | Улога              |
| -------- | -------------------------------------------------- | ------------------ |
| 1.       | Село гори, а баба се чешља (ТВ серија) - 2007-2011 | Обезбеђење у банци |